# Козница (Александровац)
Козница је насеље у Србији у општини Александровац у Расинском округу. Према попису из 2022. има 77 становника (према попису из 2011. било је 117 становника).

## Демографија
У насељу Козница живи 125 пунолетних становника, а просечна старост становништва износи 45,0 година (42,9 код мушкараца и 47,0 код жена). У насељу има 48 домаћинстава, а просечан број чланова по домаћинству је 3,08.
Ово насеље је скоро у потпуности насељено Србима (према попису из 2002. године), а у последња три пописа, примећен је пад у броју становника.
|  |

| Демографија | Демографија | Демографија |
| Година      | Становника  | Становника  |
| ----------- | ----------- | ----------- |
| 1948.       | 306         |             |
| 1953.       | 323         |             |
| 1961.       | 313         |             |
| 1971.       | 321         |             |
| 1981.       | 267         |             |
| 1991.       | 211         | 206         |
| 2002.       | 148         | 150         |
| 2011.       | 117         |             |
| 2022.       | 77          |             |

| Етнички састав према попису из 2002.‍ | Етнички састав према попису из 2002.‍ | Етнички састав према попису из 2002.‍ | Етнички састав према попису из 2002.‍ | Етнички састав према попису из 2002.‍ |
| ------------------------------------ | ------------------------------------ | ------------------------------------ | ------------------------------------ | ------------------------------------ |
|                                      |                                      |                                      |                                      |                                      |
| Срби                                 | Срби                                 |                                      | 146                                  | 98,64%                               |
| Руси                                 | Руси                                 |                                      | 1                                    | 0,67%                                |
| Румуни                               | Румуни                               |                                      | 1                                    | 0,67%                                |

| Година пописа     | 1948. | 1953. | 1961. | 1971. | 1981. | 1991. | 2002. |
| ----------------- | ----- | ----- | ----- | ----- | ----- | ----- | ----- |
| Број домаћинстава | 39    | 45    | 46    | 52    | 54    | 52    | 48    |

| Број чланова      | 1 | 2  | 3 | 4 | 5 | 6 | 7 | 8 | 9 | 10 и више | Просек |
| ----------------- | - | -- | - | - | - | - | - | - | - | --------- | ------ |
| Број домаћинстава | 7 | 14 | 9 | 9 | 6 | 1 | 2 | 0 | 0 | 0         | 3,08   |

| Пол    | Укупно | Неожењен/Неудата | Ожењен/Удата | Удовац/Удовица | Разведен/Разведена | Непознато |
| ------ | ------ | ---------------- | ------------ | -------------- | ------------------ | --------- |
| Мушки  | 65     | 21               | 40           | 4              | 0                  | 0         |
| Женски | 69     | 11               | 42           | 14             | 2                  | 0         |
| УКУПНО | 134    | 32               | 82           | 18             | 2                  | 0         |

| Пол    | Укупно                    | Пољопривреда, лов и шумарство | Рибарство                            | Вађење руде и камена | Прерађивачка индустрија       |
| ------ | ------------------------- | ----------------------------- | ------------------------------------ | -------------------- | ----------------------------- |
| Мушки  | 45                        | 43                            | 0                                    | 0                    | 0                             |
| Женски | 35                        | 30                            | 0                                    | 0                    | 2                             |
| УКУПНО | 80                        | 73                            | 0                                    | 0                    | 2                             |
| Пол    | Производња и снабдевање   | Грађевинарство                | Трговина                             | Хотели и ресторани   | Саобраћај, складиштење и везе |
| Мушки  | 0                         | 0                             | 0                                    | 0                    | 1                             |
| Женски | 0                         | 0                             | 0                                    | 1                    | 0                             |
| УКУПНО | 0                         | 0                             | 0                                    | 1                    | 1                             |
| Пол    | Финансијско посредовање   | Некретнине                    | Државна управа и одбрана             | Образовање           | Здравствени и социјални рад   |
| Мушки  | 0                         | 0                             | 0                                    | 1                    | 0                             |
| Женски | 0                         | 0                             | 0                                    | 1                    | 1                             |
| УКУПНО | 0                         | 0                             | 0                                    | 2                    | 1                             |
| Пол    | Остале услужне активности | Приватна домаћинства          | Екстериторијалне организације и тела | Непознато            | Непознато                     |
| Мушки  | 0                         | 0                             | 0                                    | 0                    | 0                             |
| Женски | 0                         | 0                             | 0                                    | 0                    | 0                             |
| УКУПНО | 0                         | 0                             | 0                                    | 0                    | 0                             |